# ファエンツァ
ファエンツァ（伊: Faenza）は、イタリア共和国エミリア＝ロマーニャ州ラヴェンナ県にある都市であり、その周辺地域を含む人口約59,000人の基礎自治体（コムーネ）。県内ではラヴェンナに次ぐコムーネ人口を有する。
中世以来、陶器の生産地として知られる都市である。ルネサンス期にはマヨリカ焼きの技術を発展させるなど、ヨーロッパの陶芸において大きな役割を果たした。ファイアンス焼き（錫釉陶器、フランス語: Faïence）はこの町の名に由来する。

## 名称
イタリア語以外では以下の名称を持つ。
- ロマーニャ語: Fênza

## 地理

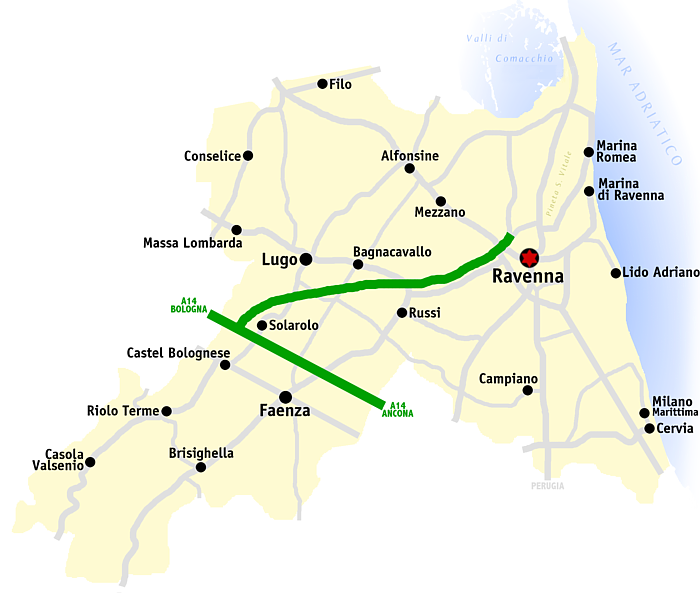
ラヴェンナ県概略図

### 位置・広がり
ラヴェンナ県南西部に位置するコムーネ。エミリア街道沿いのイーモラとフォルリの中間（フォルリから西北西へ15km、イーモラから東南東へ15km）に所在し、ロマーニャ地方の中央部にあたる。県都ラヴェンナからは西南西へ30km、州都ボローニャからは東南東へ48kmの距離にある。
| 隣接するコムーネは以下の通り。FCはフォルリ＝チェゼーナ県所属。 - ソラローロ - 北 - コティニョーラ - 北 - バニャカヴァッロ - 北東 - ルッシ - 北東 - フォルリ (FC) - 南東 - ブリシゲッラ - 南西 - リオーロ・テルメ - 西 - カステル・ボロニェーゼ - 北西 |

### 気候分類・地震分類
ファエンツァにおけるイタリアの気候分類 (it) および度日は、zona E, 2263 GGである。
また、イタリアの地震リスク階級 (it) では、zona 2 (sismicità media) に分類される。

## 歴史

### 古代
この場所に造られた最初の集落は Faoentia という名であった。伝承によれば、この名はエトルリア人とケルト人の言葉に起源を持ち、ラテン語で Splendeo inter deos、「神々の中で輝く」という意味を持っているという。ローマ人たちはこの地をファウェンティア（Faventia）と呼び、都市を発展させた。
紀元前82年には、クィントゥス・カエキリウス・メテッルス・ピウスがこの地で グナエウス・パピリウス・カルボ率いる民衆派（ポプラレス）の軍勢を破っている。
紀元1世紀後半以後、農業開発や産業発展（日常用の陶器や、レンガ、リンネル生産など）により、ファウェンティアはかなりの繁栄を見せた。

### 中世
542年、この地ではトーティラ率いる東ゴート族（東ゴート王国）が、東ローマ帝国の軍勢を破った（ファウェンティアの戦い (Battle of Faventia) ）。
中世初期、この都市は2世紀にわたって沈滞の時期を迎えたが、8世紀にはその繁栄を取り戻した。西暦1000年前後には、市政は司教からコムーネ（市民共同体）の手に移り、長い繁栄の時期を迎えた。1141年には選挙によって最初の執政官（コンスル）たちが選出され、1155年には司政官（ポデスタ） (Podestà) が市政府の頂点に立つこととなった。続いて生じた教皇派（ゲルフ）と皇帝派（ギベリン）の抗争では、ファエンツァは当初皇帝派についていた。しかし1178年には立場を変え、教皇派のロンバルディア同盟に参加している。都市内部での権力抗争は、傭兵隊長（コンドッティエーレ）Maghinardo Paganiによる権力掌握を導き、彼は数年の間ポデスタおよび「カピターノ・デル・ポポロ」Capitano del Popolo に就任した。
14世紀初め、教皇派貴族のマンフレディ家 (it:Manfredi (famiglia)) は、以後2世紀にわたる都市統治をはじめた。15世紀後半のカルロ2世・マンフレディ (it:Carlo II Manfredi) のもとで、都市の拡張は頂点を迎え、中心部の景観を一新した。カルロ2世の跡を継いだ弟のガレオット (it:Galeotto Manfredi) は1488年に妻によって暗殺され、幼い息子のアストッレ3世 (it:Astorre III Manfredi) が跡を継いだが、1501年にチェーザレ・ボルジアがこの都市を占領、アストッレ3世は捕えられ、ローマで非業の死を遂げた。
ルネサンス期の15世紀末から16世紀にかけて、この町ではマヨリカ焼きの生産によって急速に発展を遂げた。錫釉製陶はマヨルカ島からもたらされたが、この町の陶工たちは高温焼成による鮮やかな色彩の発色を可能とし、ルネサンス美術の影響を受けて鮮やかな色彩による絵付けが施されるようになった。
町が政治的に衰退すると、陶工たちの多くがファエンツァを離れたが、その結果として技術が各地に伝えられることとなった。たとえば、フィレンツェ近郊にメディチ家が開いたカッファジョーロ窯やモンテルーポ、現在のマルケ州にあるカステルドゥランテ（ウルバーニア）やウルビーノなどの窯業地である。
ファエンツァは、ヴェネツィア共和国による短い支配の時期を経て、1797年まで教皇領であった。

### 近代・現代
ファエンツァの陶器産業はその後衰退した時期もあったが、20世紀初頭に伝統の復活が図られた。イタリア最大級の陶器コレクションを有する「国際陶器博物館」 (it:Museo internazionale delle ceramiche in Faenza) が設立されたのもこの時期である。

## 行政

### 分離集落
ファエンツァには以下の分離集落（フラツィオーネ）がある。
- Albereto, Borgo Tuliero, Cassanigo, Castel Raniero, Celle, Còsina, Granarolo, Errano, Fossolo, Marzeno, Merlaschio, Mezzeno, Pieve Cesato, Pieve Corleto, Pieve Ponte, Prada, Reda, Sarna, Sant'Andrea, Santa Lucia, Tebano

## 文化

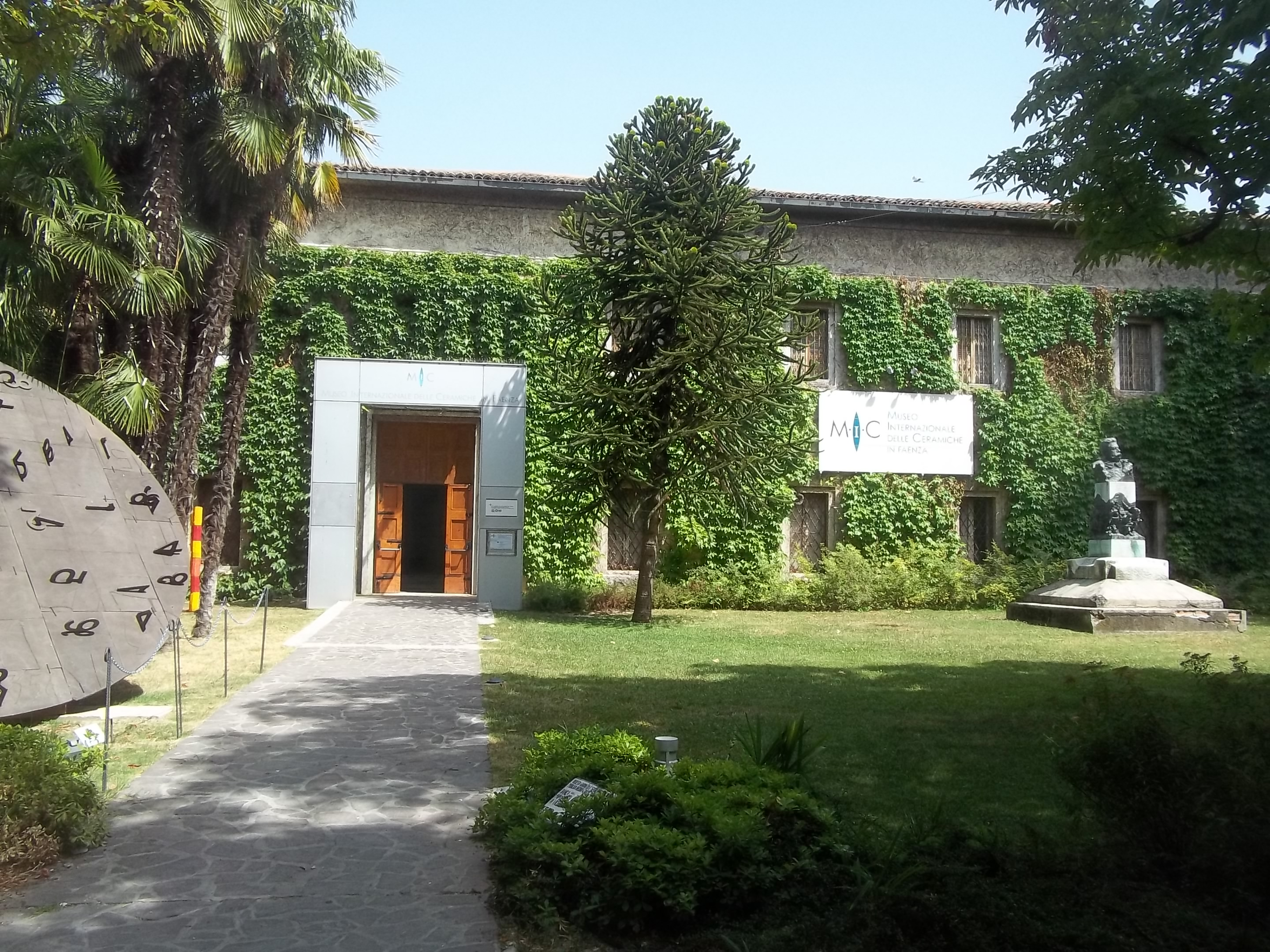
国際陶器博物館

マジョリカ陶器で有名で、世界有数の陶芸美術館であるファエンツァ国際陶芸博物館がある。

### ファエンツァ焼の画像

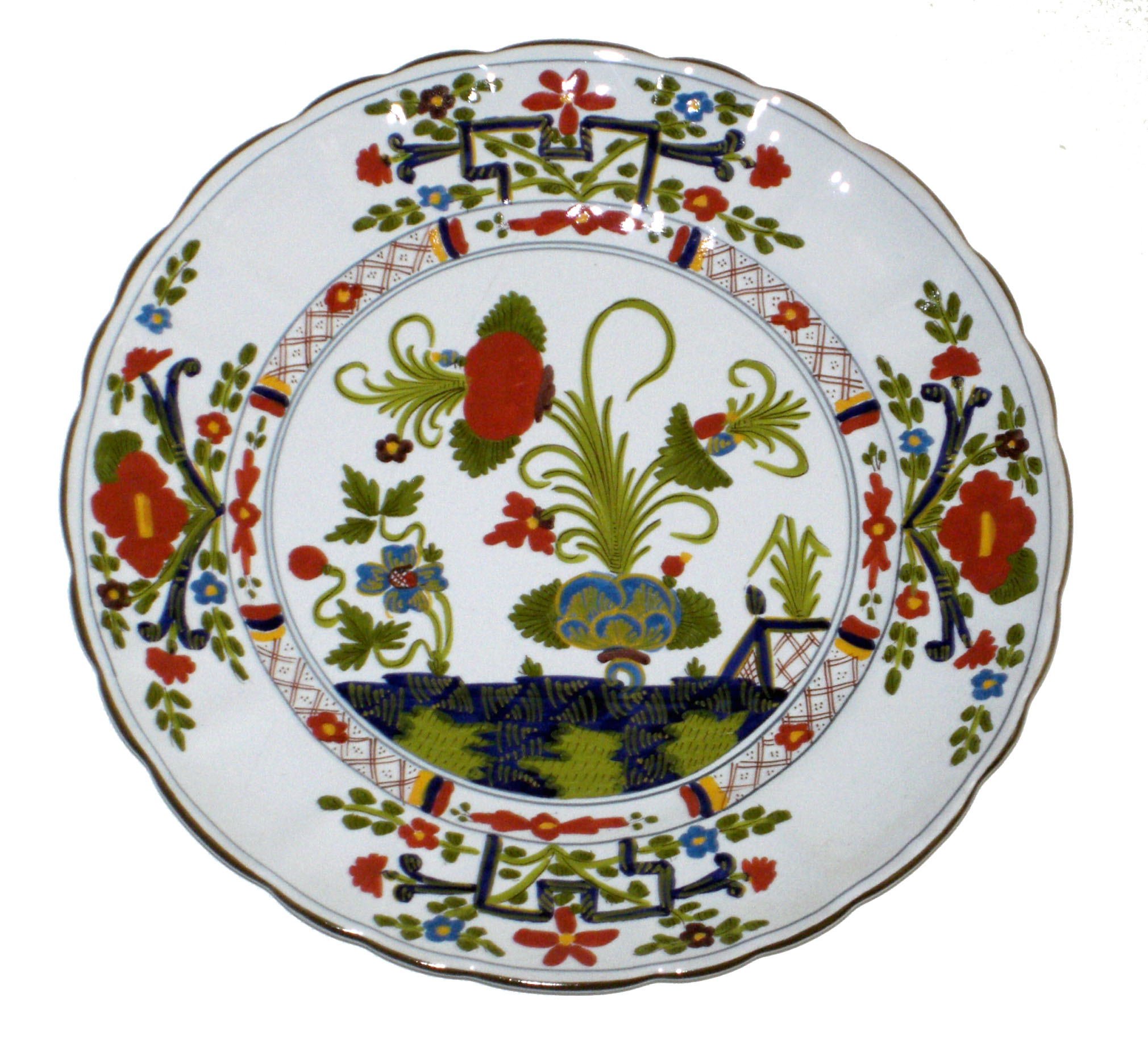
「ガローファノ」様式の皿
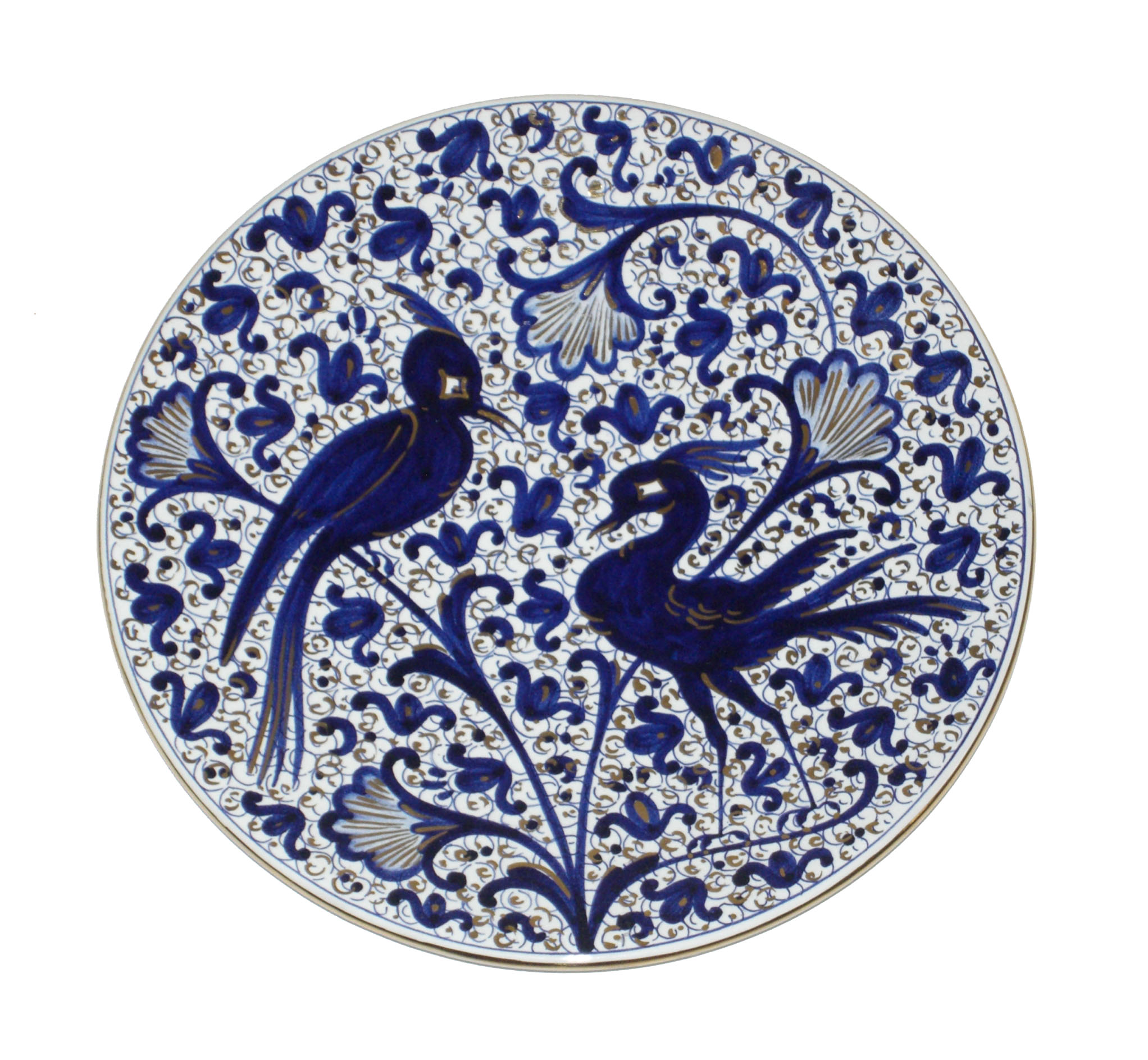
「メログラーノ」様式の皿

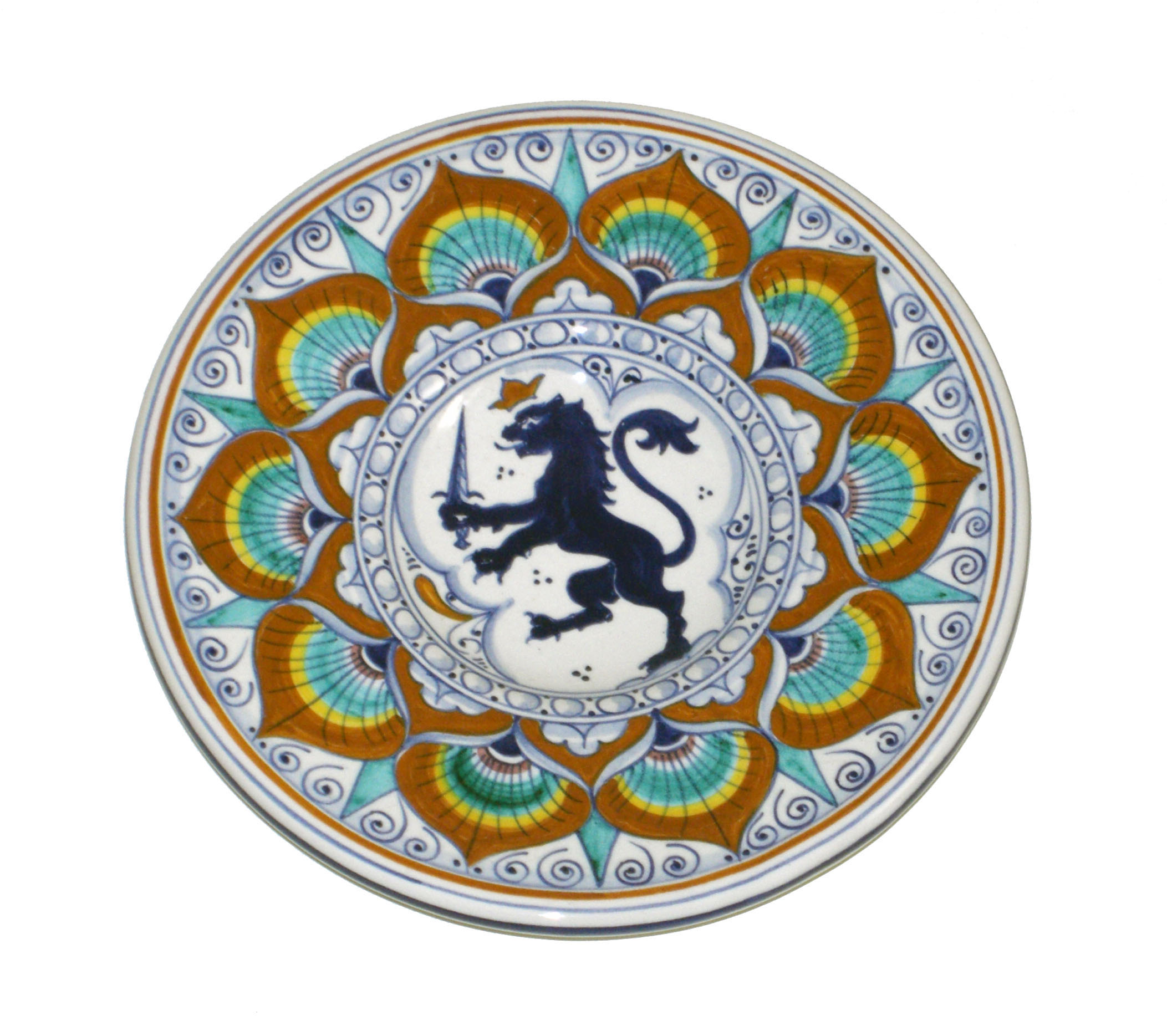
「ペンナ・ディ・パヴォーネ」様式の皿
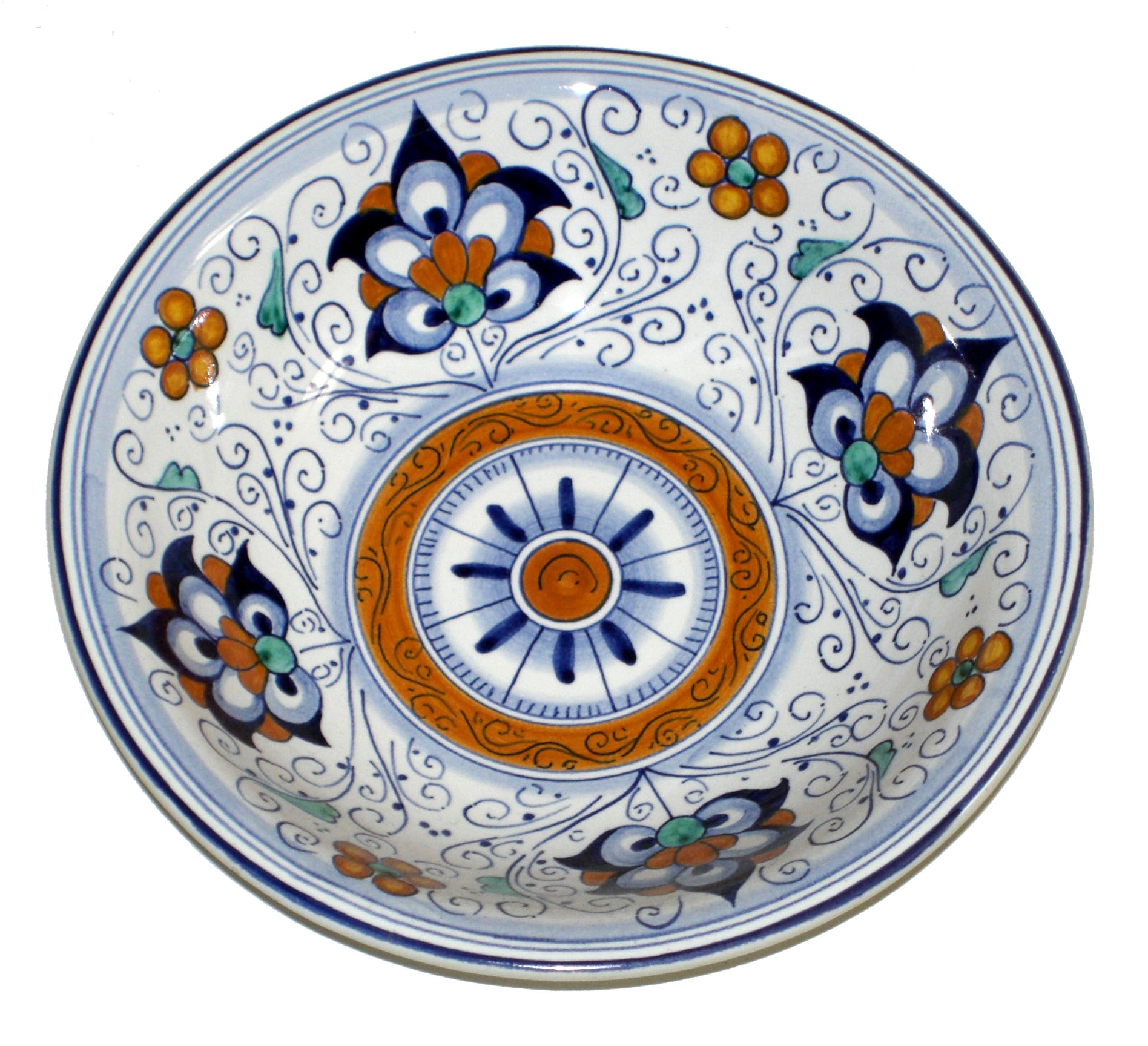
伝統的な皿

## スポーツ

### モータースポーツ
F1のチームミナルディの本拠地としても有名であり、レッドブルが2005年にミナルディを買収した後も当地に本拠地を置き、2006年から2019年はスクーデリア・トロ・ロッソ、2020年から2023年はスクーデリア・アルファタウリ、2024年からはRB・フォーミュラワン・チームとして活動している。また、ロードレース世界選手権のグレシーニ・レーシングも当地に本拠地を置いている。

### サッカー
プロサッカークラブ・ファエンツァ・カルチョの本拠地でもあり、上記ミナルディチームの創設者ジャンカルロ・ミナルディがチェアマンを勤めていた（1997-2010）。

## 交通

### 道路
おおむね北および西を優先し、通過点もしくはその近傍の地名を示す。〔　〕内は市外。
高速道路
- アウトストラーダ A14（アウトストラーダ・アドリアーティカ）
〔ボローニャ - イーモラ〕 - ファエンツァ - 〔フォルリ - チェゼーナ - …〕

国道
- SS9 (it:Strada statale 9 Via Emilia)
- SP302 (it:Strada statale 302 Brisighellese Ravennate)

### 鉄道
- RFI（旧イタリア国鉄）運営

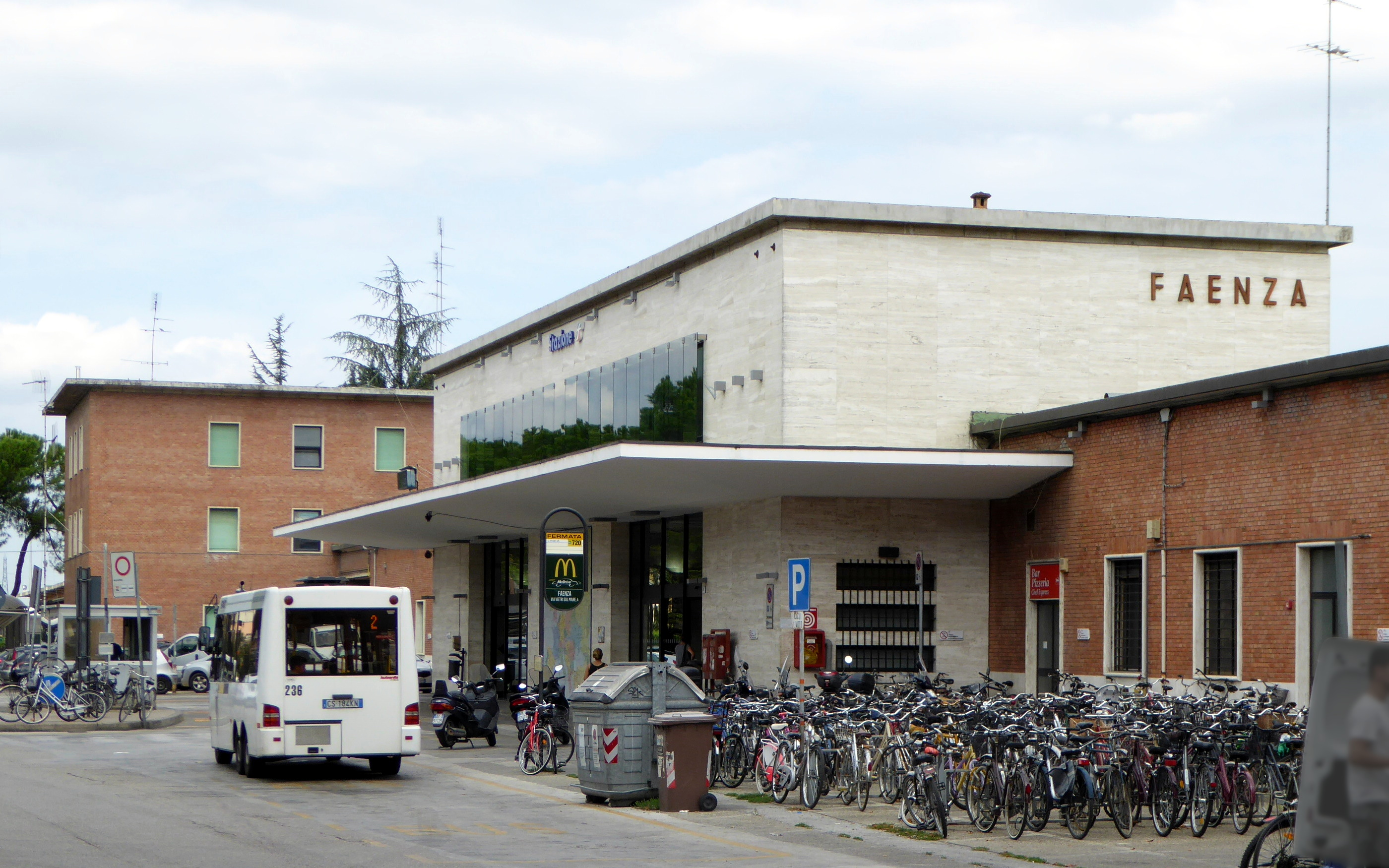
ファエンツァ駅

  - ボローニャ＝アンコーナ線（イタリア語版）
ファエンツァ駅 (it:Stazione di Faenza) 
  - フィレンツェ＝ファエンツァ線（イタリア語版）
  - ファエンツァ＝ラヴェッツォーラ線（イタリア語版）
  - ファエンツァ＝ラヴェンナ線（イタリア語版）

## 姉妹都市
ファエンツァには、以下の姉妹都市がある。
| - 土岐市（日本） - 1979年10月23日 姉妹都市提携 ともに「陶磁器の街」（土岐市は美濃焼で知られる）という共通性を持つ。土岐市の陶器会社が提案、ファエンツァ市名誉市民の陶芸家が仲介に立ってん結ばれた。 - リエカ（クロアチア） - 1983年9月16日 姉妹都市提携 - タラベラ・デ・ラ・レイナ（スペイン） - 1986年10月25日 姉妹都市提携 タラベラ・デ・ラ・レイナも陶器産地として知られる都市である。 - ティミショアラ（ルーマニア） - 1991年3月12日 姉妹都市提携 イタリア企業が多く進出しており、とくに製靴業はヴェネツィアから進出した企業がほとんどである。2000年には、ファエンツァ市、イタリア赤十字、地元企業などの支援により、ティミショアラに子供のための医療施設"Casa Faenza"が設立された。 - マルーシ（ギリシャ） - 1992年6月10日 姉妹都市提携 アテネ近郊にあるマルーシも、製陶業が盛んな都市である。 | - ベルジュラック（フランス） - 1998年11月13日 姉妹都市提携 イタリア人住民（おもにロマーニャ地方出身）が約1000人暮らしており、このことが姉妹都市提携につながった。 - シュヴェビシュ・グミュンド（ドイツ） - 2001年3月18日 姉妹都市提携 - グムンデン（オーストリア） - 2008年10月25日 姉妹都市提携 グムンデン陶器 (de:Gmundner Keramik) で知られる陶器の都市である。 - 景徳鎮市（中華人民共和国） - 2013年4月20日 姉妹都市提携 陶磁器生産で世界的に著名な都市である。 |

## 人物

### 著名な出身者
- エヴァンジェリスタ・トッリチェッリ - 17世紀の物理学者・数学者。
- ジュゼッペ・サルティ - 18-19世紀の音楽家・オペラ作曲家。
- アルフレード・オリアーニ - 19-20世紀の作家・詩人。
- ヴィンチェンツォ・チマッティ - 19-20世紀のサレジオ会士・教育者。1920年代以後日本で活動。
- ピエトロ・ネンニ - 20世紀の政治家。イタリア社会党書記長。
- ジャンカルロ・ミナルディ - レーシングチーム創設者・経営者・自動車ディーラー
- カルロ・フォルリヴェジ - 現代音楽作曲家。
- ラウラ・パウジーニ - 歌手。
- セレーナ・オルトラーニ - バレーボール選手。